# Devlet Bahçeli
Devlet Bahçeli (ur. 1 stycznia 1948 w Osmaniye) – turecki polityk, ekonomista i nauczyciel akademicki, deputowany i wicepremier, lider nacjonalistycznej Partii Narodowego Działania (MHP).

## Życiorys
Ukończył szkołę średnią w Stambule, a następnie studia ekonomiczne w akademii nauk ekonomicznych i handlowych w Ankarze, włączonej później w struktury Uniwersytetu Gazi. Doktoryzował się na tym uniwersytecie, pracował zawodowo jako nauczyciel akademicki. Współtworzył stowarzyszenia finansów i ekonomistów ÜMİD-BİR, pełnił funkcję przewodniczącego zrzeszenia asystentów szkół wyższych ÜNAY.
W drugiej połowie lat 60. był założycielem paramilitarnej organizacji Szare Wilki. Na początku lat 70. zajmował stanowisko sekretarza generalnego jednej z organizacji studenckich. W drugiej połowie lat 80. zajął się działalnością polityczną, pełniąc różne funkcje w ramach ugrupowania MÇP, przekształconego następnie w MHP. Zajmował m.in. stanowiska sekretarza generalnego i wiceprzewodniczącego partii. W 1997 został wybrany na przewodniczącego Partii Narodowego działania, pokonując w głosowaniu Tuğrula Türkeşa, syna założyciela tej formacji.
W 1999 po raz pierwszy uzyskał mandat deputowanego do Wielkiego Zgromadzenia Narodowego Turcji. Od maja 1999 do listopada 2002 sprawował urzędy wicepremiera i ministra stanu w koalicyjnym rządzie Bülenta Ecevita. W 2002 jego formacja znalazła się poza parlamentem. Devlet Bahçeli powrócił do niego w wyniku wyborów w 2007; z powodzeniem ubiegał się o poselską reelekcję w 2011, czerwcu 2015, listopadzie 2015, 2018 i 2023.
Jego ugrupowanie przez dłuższy czas pozostawała w opozycji do rządzącej od 2002 Partii Sprawiedliwości i Rozwoju, jednak z czasem porozumiało się z jej liderem Recepem Tayyipem Erdoğanem, współtworząc w 2018 koalicyjny Sojusz Ludowy.